# Château de la Jacopière
Le château de la Jacopière à Craon est un château en Mayenne situé  à 1 500 mètres au sud-ouest de la ville. Le château est à l'extrémité d'une allée que traversait la ligne de Laval à Pouancé. 

## Désignation
- Jacopière, château (Cassini).

## Description
L'ancien manoir comprenait un corps principal, flanqué d'une tour octogonale à demi engagée au milieu de la façade au midi, une aile au levant, une chapelle séparée au couchant et un pigeonnier en colombage, édifié en 1545, symétrique à la chapelle, le portail de la cour d'entrée entre deux. 
Les douves régnaient sur trois côtés, nord, est, sud. La Petite-Jacopière appartenait à la sacristie de Saint-Clément de Craon, 1711. La Petite-Jacopière est prise à rente de Charles Monsallier, prieur de Saint-Clément, par Henri-Louis Bodard de La Jacopière, 1783.
Ces bâtiments ont été remplacés vers 1825 par un corps de logis en forme de pavillon carré, et une chapelle dans la construction de laquelle il y une porte avec moulures, cintre en contre-courbe et ornement de la dernière époque du style gothique de l'ancien manoir.

## Histoire
Le château était un fief mouvant de la baronnie de Craon. L'abbé Frémond de La Merveillère était en 1789 oncle et curateur des quatre frères Bodard. Son père qui mourut à la Jacopière, a sa dalle funéraire appliquée au mur extérieur de la chapelle. 

## Seigneurs

### Famille de la Fléchère
- Jean de la Fléchère, 1393, en procès, 1403, avec le curé de Gastines, 1412.
- Charles de la Fléchère, 1453, 1461 ; sa fille, Perrine de la F., épouse Jean Roussard de la Roussardière.
- René de la Fléchère, 1466.
- Jean de la Fléchère, « cognoissant en édifice », dit M. de Bodard, 1484, curateur de Bernardin de Scépeaux, 1504, 1509.
- Charles de la Fléchère, mari de Jeanne de Charnacé, 1526, 1529.
- Pierre de la Fléchère, mari de Claude de Feschal, 1543, 1547. Pierre de la Fléchère vivait encore en 1553.
- Nicolas de la Fléchère, sieur de la Thomassaie et de la Croptière, 1554, 1559.
- Jean de la Fléchère, taxé à l'arrière-ban d'Anjou, 1567.
- Lancelot de la Fléchère, époux de Marie Amyot, veuve, 1594, 1595.
- Claude d'Armaillé, 1599, 1611, mari de Marquise de la Fléchère, morte à la Cruardière de Niafle et inhumée à Saint-Clément de Craon, 1615.
- Louis de Champagné, mari de Françoise d'Armaillé, 1619, 1631.
- Charles du Rivau, mari d'Anne de Champagné, petite-fille des précédents, 1685. Charles du Rivau et Anne de Champagné qui avaient déjà vendu une partie sans doute de la terre à Pierre Bodard, en 1688, vendent encore, le 19 oct. 1698, à Françoise Viel, veuve de René Eschallier.

### Famille Bodard de La Jacopière
La famille Bodard de La Jacopière porte : d'azur à 3 têtes de loup d'argent, au dard d'or en fasce, et par concession de Louis XVIII, au chef d'or chargé d'une épée de sable.
- Pierre Bodard, fils de Pierre Bodard, sieur de La Grand-Maison, et de Jeanne Buiron, mari d'Anne Durand, acquéreur vers 1688.
- Noble homme Charles-Pierre Bodard, juge au grenier à sel de Craon, mari de Françoise Portais de Montflon, 1744, 1758.
- Henri-Louis Bodard, receveur au grenier à sel de Pouancé, qui épouse en 1755 Anne Poisson des Brosses, et, moins de trois ans après, Marguerite-Antoinette-Clémence Frémont de la Merveillère, et achète en 1762 l'Énardière en la Rouaudière.
- Pascal de Bodard fils, émigré, reçoit un passe-port pour rentrer chez son père à la Jacopière.
- La famille de Bodard de la Jacopière a continué de l'habiter.

## Source
« Château de la Jacopière », dans Alphonse-Victor Angot et Ferdinand Gaugain, Dictionnaire historique, topographique et biographique de la Mayenne, Laval, A. Goupil, 1900-1910 [détail des éditions] (BNF 34106789, présentation en ligne)